# 赤江珠緒
赤江 珠緒（あかえ たまお、1975年1月9日 - ）は、日本のフリーアナウンサー、司会者、ラジオパーソナリティ。1997年から2007年まで朝日放送のアナウンサーを務めた。

## 来歴

### 幼少期 - 学生時代
兵庫県明石市出身。父の仕事の都合で転校が多く、2歳から高知県高知市へ引っ越して6年間住んでいた。小学2年生の途中から中学2年生までは兵庫県西宮市。中学3年生から大学時代まで明石市。社会人になって東京に拠点を移すまで神戸市、芦屋市、西宮市と兵庫県内に住んでいた。
高知市立第四小学校、西宮市立大社小学校、西宮市立平木中学校、明石市立魚住中学校、兵庫県立明石高等学校、神戸女学院大学人間科学部心理学科行動学専攻出身。
高知県に住んでいた頃に、テレビのチャンネルが少なく
NHKを見ている割合が多かった。アナウンサーで一番憧れていたのは当時NHKアナウンサーの鈴木健二で、『クイズ面白ゼミナール』を見て、鈴木のことを頭が良く物知りでアナウンサーという認識はあった。
小学4年生の頃、違う学年の先生から道徳の授業の資料を作るので朗読してほしいと頼まれ、お礼に高級クッキーをもらう。卒業文集には「アナウンサーか声優になりたい」と書いている。中学1年生の時には旅館の女将になりたいと思ったり、植木職人と様々な職業に憧れていた。「一番やりたかったのはムツゴロウ動物王国に行きたかったのが本音の気がする。だけど親には言えなかった」と述べている。
就職活動はテレビ局3社を受ける。毎日放送（MBS）とTBSを受験したが不合格だった。

### 朝日放送に入社
1997年に朝日放送に入社。同期は高野直子、橋詰優子。
1998年全国高校野球選手権大会中継の実況中継女性アナウンサー（テレビ中継は関根友実に次いで2人目・ラジオ中継は赤江が初）となった。
『ごきげん!ブランニュ』でのキャッチフレーズは、「マイクを握ってお口で仕事」。
朝日放送時代に小宮悦子の呼び掛けを無視したという噂に対して『5時に夢中!』で「最後の方に出演すると思い原稿を待っていたが冒頭で呼ばれてしまい原稿が無いため無視した」と噂を認めた。

### 東京へ転勤
2003年6月30日から、テレビ朝日『スーパーモーニング』の司会を担当することになったため、東京支社に転勤（編成局アナウンス部と東京支社編成部との兼務）となった。
2005年に入ってからは、『芸能人格付けチェック』（番組改編期の『人気者でいこう!』復活特番）、『ふたりはプリキュアMax Heart』（映画版ゲスト声優）といった朝日放送の自社の仕事もこなすようになり、さらに、テレビ朝日が全国中継した「世界水泳2005」の開催地モントリオールの現地キャスターも務めた。

### 大阪へ戻る
2006年3月31日で『スーパーモーニング』を降板、テレビ朝日アナウンサーの野村真季に交代した。その後、朝日放送本社へ復帰となり、出産のために降板した武田和歌子に代わって2006年5月6日から、以前アシスタントとして出演していた『おはよう朝日・土曜日です』に3年半ぶりにアシスタントとして復帰した。
2006年8月5日放送の関西テレビ『ナンボDEなんぼ』の関西5局女子アナSPで代表として局の垣根を越えて出演した小寺右子に対するコメントでVTR出演した。
一旦は朝日放送本社勤務のアナウンサーに戻る形になったが、2006年10月からテレビ朝日・朝日放送共同制作番組『サンデープロジェクト』のキャスター（宮田佳代子の後任）に起用されることが決定し、再び全国ネットの番組にレギュラー出演するようになった。一方で、『おはよう朝日・土曜日です』への出演も継続し、在阪準キー局に籍を置きながらも、関東・関西双方の局の生番組にレギュラー出演していた。

### フリー転身
2007年3月31日付けで朝日放送を退社し、フリーに転身することとなり、4月から平日朝の『スーパーモーニング』の司会に復帰した。そのため、それまでのレギュラー番組（『サンデープロジェクト』、『芸能人格付けチェック』などを除く）を降板し、活動拠点も東京へ移った。
フリー転身後は、芸能事務所には所属せずに、赤江自身が個人事務所を設立して自ら窓口となって活動している。
9月23日には、フジテレビ『クイズ$ミリオネア』のスペシャル版に、解答者として出場した田原総一朗のライフライン（テレフォン）として、テレビ電話ながらテレビ朝日系列以外の番組初出演を果たした。
2008年11月23日に2歳年上のテレビ朝日報道局ディレクター伊藤賢治（広島県出身）と結婚。同月27日放送の『スーパーモーニング』内で発表した。2009年5月、挙式・披露宴を行った。
2009年と2010年には、国政選挙施行日のテレビ朝日の選挙特別番組『選挙ステーション』のサブキャスターを務めた。
2011年4月1日には赤江が司会を務めていた『スーパーモーニング』が最終回を迎えたが、3日後の4月4日から放送開始された後継番組の『情報満載ライブショー モーニングバード!』においても、当時、フリー転身直後であった羽鳥慎一と共に総合司会を務めた。
NHK『連続テレビ小説』のファンである。NHK総合テレビの朝ドラ本放送は『スーパーモーニング』→『モーニングバード!』の裏番組であるため、朝のワイドショー担当時代は昼の再放送で視聴していたと話していた。
2012年4月2日から2017年3月30日までと2018年4月2日から2023年3月30日まではTBSラジオ『赤江珠緒 たまむすび』（月曜 - 木曜）のパーソナリティを務めていた。
2013年11月、国会で審議が進められていた特定秘密保護法案に対する、テレビキャスター・ジャーナリストらによる反対声明の呼びかけ人に名を連ねた。
2014年11月23日の神戸マラソンで初めてフルマラソンに挑戦し、4時間59分12秒のタイムで完走した。
長年ショートカットであったが、2014年春頃から「マラソン練習の時に被る帽子が風で飛ばないよう、結わいた髪で止めるために」髪を伸ばし始めた。2014年11月には肩までのセミロングになっていた（以後は髪を下ろしていることがなかったため、どれ位の長さまで伸ばしていたかは不明）。しかし、2015年4月に「座席の背もたれに寄りかかれないから」という理由で髪を切りショートカットに戻った。『モーニングバード!』の宣材写真をロングヘアのものに刷新した直後のことである。
2015年4月12日からはTBS『この差って何ですか?』で司会を務め、テレビ朝日系列以外のテレビでは初のレギュラー番組となった。
2015年9月25日、『モーニングバード!』の最終回をもって同枠を降板。
2016年12月9日、『明石ふるさと大使』に就任。
2017年2月16日、TBSラジオ『赤江珠緒 たまむすび』の生放送で、第1子妊娠を報告。同年3月30日、『赤江珠緒 たまむすび』を一時降板し、産休に入る。これとともに『この差って何ですか?』は降板（後任は川田裕美）。同年7月27日、第1子女児を出産。同年8月22日、出産後初の『赤江珠緒 たまむすび』に電話出演。その際、分娩まで2日がかりの難産であったこと、産後の経過などが赤江から語られた。
2018年4月2日、TBSラジオ『赤江珠緒 たまむすび』に復帰し活動を再開。
2023年1月12日、TBSラジオ『赤江珠緒 たまむすび』を3月いっぱいで終了することがスポーツ紙で報じられ、同日の『赤江珠緒 たまむすび』で赤江が理由を説明した。番組終了のニュースを知り、他局のパーソナリティから惜別の言葉が寄せられた。3月29日の『赤江珠緒 たまむすび』で番組終了を決断した理由の一つに体調面もあったと明かす。3月30日、番組の最後で「答辞」として、これまで関わってくれた出演者たちへの感謝の思いを告げて番組を終了した。11年にわたり、2857回放送された。
『赤江珠緒 たまむすび』終了後は、子育て中心の生活で月に3、4回仕事をしている。2023年11月4日・11日には『Sunstar presents　浦川泰幸の健康道場プラス』（ABCラジオ）にゲスト出演した。

### フライデーに掲載
2019年4月19日発売の雑誌『FRIDAY』2019年5月3日号に、「博多大吉＆赤江珠緒 芝生のベッドで寄り添う」というタイトルの記事が掲載された。この記事によると、赤江は『赤江珠緒 たまむすび』で共演する博多大吉とデートを行い、青山の公園の芝生で2人寝そべっていたという。両者ともに既婚者であるため、仮に不倫の事実があればダブル不倫となる事案であった。赤江によると『たまむすび』の存続について、自らの育児や共演者の逮捕などで不安を感じており、難局を博多大吉に相談していたとのことである。フライデー発売後の『たまむすび』の放送では記事について「事実有根」とし、家族や配偶者から怒られたと語った。

### 新型コロナウイルス
2020年4月13日、テレビ朝日『報道ステーション』制作スタッフ（総合演出）の夫が体調不良のため、大事を取ってTBSラジオ『赤江珠緒 たまむすび』は自宅からの電話出演となった。番組終盤で娘と共に登場。しばらくは自宅からの出演になると明かした。4月14日も番組の一部に娘と出演した。
4月16日、TBSラジオ『赤江珠緒 たまむすび』にFAXで直筆メッセージ（15日の深夜に書いたもの）を寄せ、A4サイズ5枚に渡るコメントが読まれた。新型コロナウイルス感染の疑いがあった夫が、PCR検査の結果「陽性」だったことを報告。「しばらく基本的には番組をお休みして家族の事を優先させて頂きます」と明かした。
4月18日、自身もPCR検査の結果「陽性」となり新型コロナウイルスに感染したことを公表した。自宅療養をしていたが、4月26日、検査の結果肺炎と診断され、入院。4月29日に『赤江珠緒 たまむすび』にメッセージを寄せて公表した。5月6日、退院を報告。5月12日、『荻上チキ・Session-22』で赤江の治療体験レポートを紹介して貰った。
6月8日の放送で番組復帰。その後、経験者の立場として新型コロナウイルスに関する仕事に携わっている。

### たまむすび in 武道館 ～10年の実り大収穫祭！～

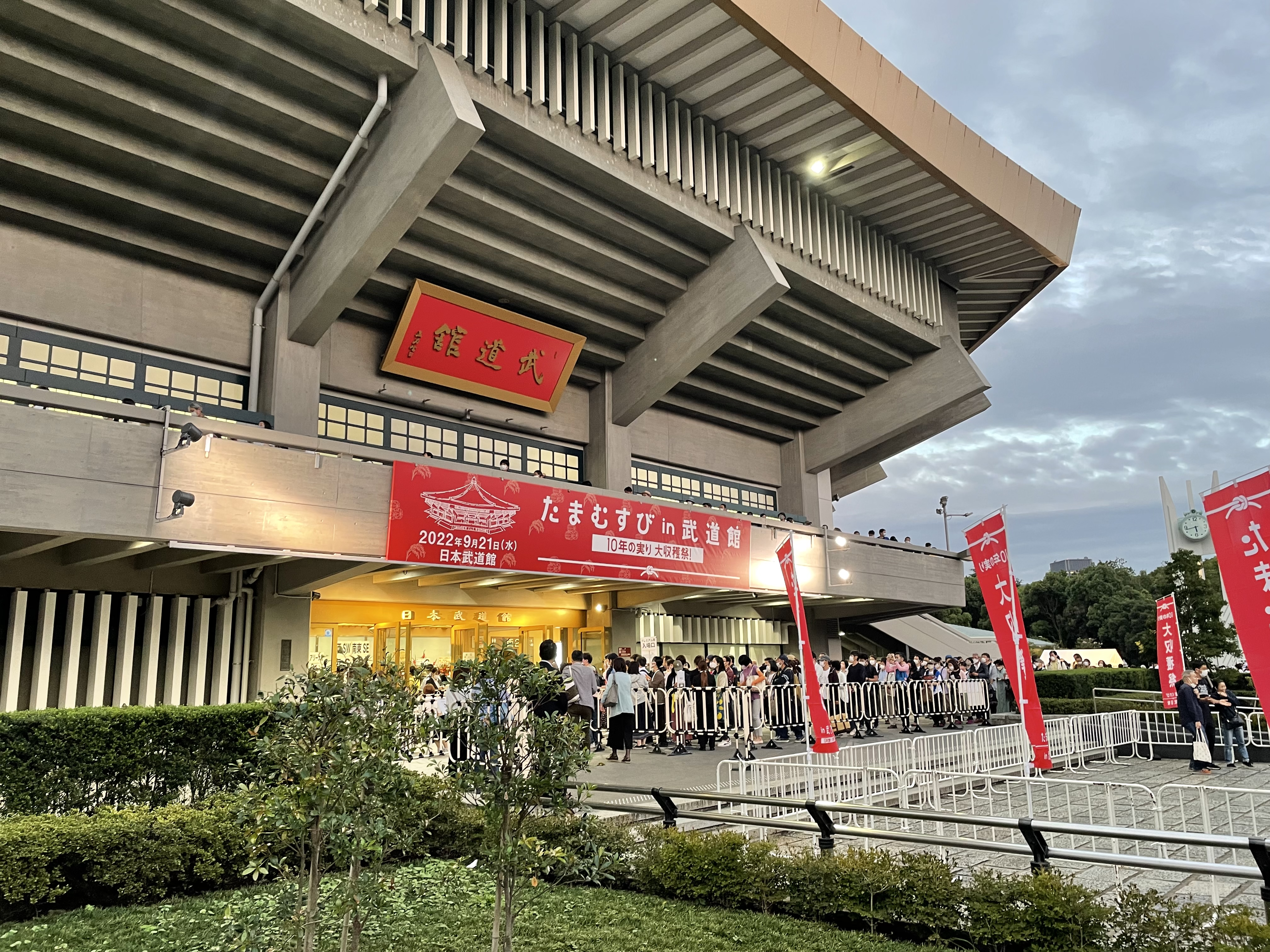
「たまむすび in 武道館 ～10年の実り大収穫祭！～」（2022年）

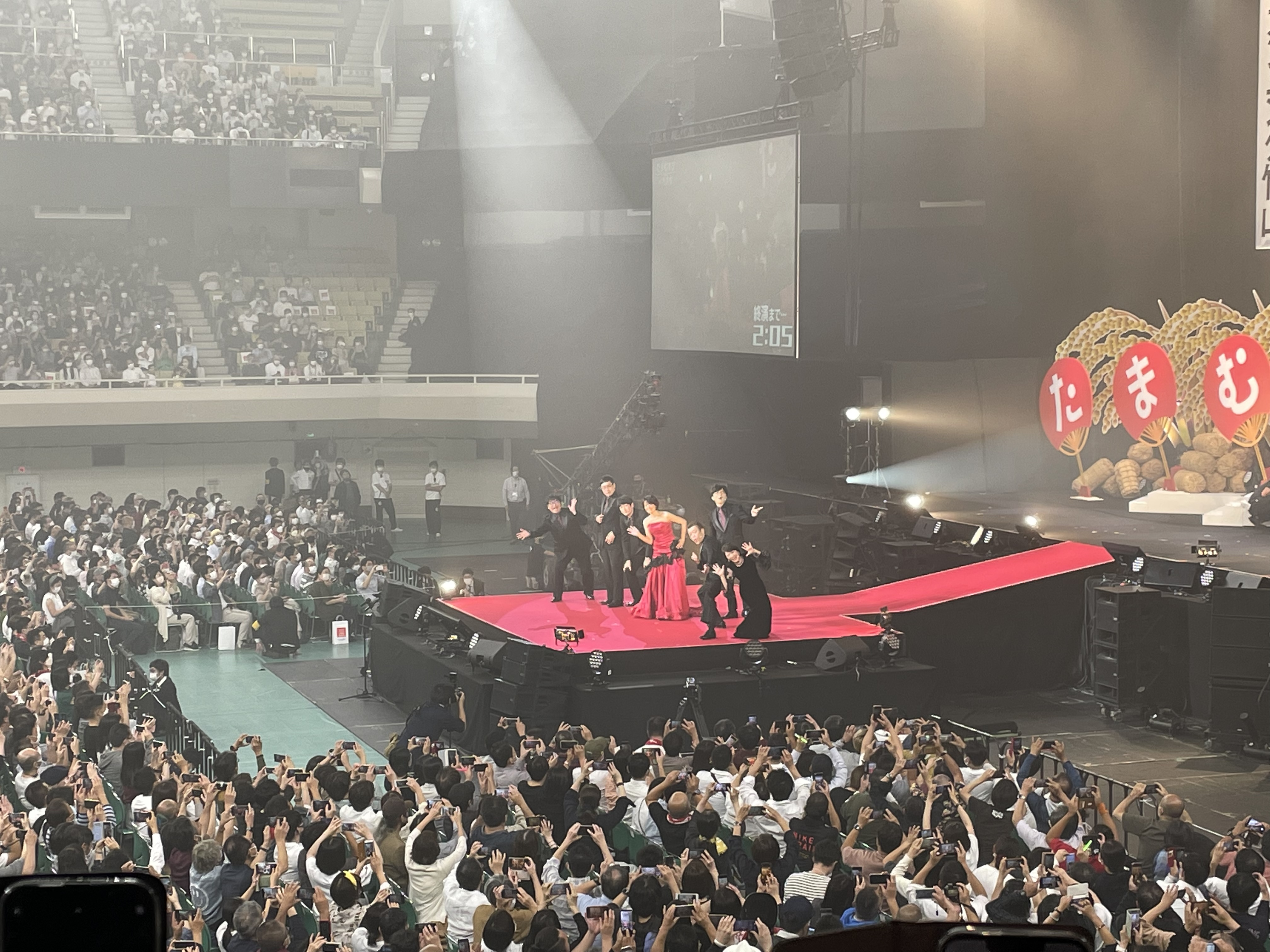
たまむすび出演者（舞台上 左から4人目、中央の人物が赤江）

2022年4月25日、TBSラジオ『赤江珠緒 たまむすび』にて、日本武道館で番組のイベントを開催すると発表。オリジナルソングに使う歌詞は、番組のリスナーから募集したキーワードを取り入れて赤江が喫茶店で考えた。7月4日、オリジナルソングは中西圭三が作曲、赤江が作詞したものも発表された。9月5日、オリジナルソング『ドラマチック・プログラム』（作詞：赤江珠緒 作曲：中西圭三）を番組内で初オンエア。
9月21日に『赤江珠緒 たまむすび』放送10周年を記念して、日本武道館で『たまむすび in 武道館 ～10年の実り大収穫祭！～』が開催された。
- 赤江と山里による「赤坂一回キャンディーズ」の漫才を披露した[74][76]。台本は赤江が書き、漫才に取り組む姿について、イベント終了後に放送された山里のラジオ番組『山里亮太の不毛な議論』（2022年9月21日放送分）で話している[77]。
- 「ヤンタマ！やらかし先生」（たま私立むすび高校という設定）で先生役として登場[注 6]。最後に「このクラスにはもう一人生徒がいます。今日は残念ながら欠席なんですが、保護者（観客）の皆さんに個人的なVTRを御覧頂きたい」と話した。2020年に赤江がコロナに感染して、自宅療養中に『たまむすび』で以前共演していたピエール瀧から、動画が送られてきたという。会場でその動画が公開された[78]。
- 「たまむすびミュージックショー」では、赤江自作の即興ソング「夜はハタ織れ子守唄」[79]、「豆だぬき」[80]、「雪かき労働歌」[81]、「首座りラプソディー」[82]、「さんまにみりんを塗りまして」[83][84]をRAG FAIRのメンバーと歌った[85]。メドレーの構成は木曜パートナーの土屋礼央が担当[86]。
- 「たまむすびミュージックショー」の最後に、赤江が衣装を脱いで柔道着になり柔道ショーが行われた。「日本武道館で柔道したい」と言う赤江の対戦相手として、柔道家のウルフ・アロンが登場[87][88]。先にウルフが「技あり」、その後赤江がウルフを背負い投げをして「一本」で終了[74]。
- ゲスト出演の中西圭三や、番組の各曜日パートナーと共にオリジナルソング『ドラマチック・プログラム』を歌った[74]。
- たまむすび放送10年のあゆみという内容で、『まんが日本昔ばなし』風の絵[89]が舞台上のモニターに映し出され、赤江が物語「たまやか村」を朗読した。
- 初の武道館イベントで緊張していたが、木曜レギュラーの土屋が昼のニュースの記事を見せてくれたことで緊張がほぐれたと、『赤江珠緒 たまむすび』（2022年9月22日放送分）で話している[90]。

## 人物

### 趣味
- 読書[6][18][91]
- 四国八十八箇所の遍路は車で全て回り、達成した時に貰える御朱印代わりの掛け軸が床の間に飾ってある[92]。

### 特技
- サックス演奏[93]
- ものまね[注 7]
  - 『渡る世間は鬼ばかり』 - 小島眞（演:えなりかずき）役
  - 『北の国から』- 黒板五郎（演:田中邦衛）役
  - 『古畑任三郎』- 古畑任三郎（演:田村正和）と、今泉慎太郎（演:西村雅彦）役[注 8][94]
  - 『ごくせん』 - 山口久美子（演:仲間由紀恵）役[78][95]
  - 『全裸監督』- 佐原恵美（演:黒木香）役[96]
  - 『アイフル』- 女将（演:大地真央）役[97]
  - 『高須クリニック』- CM中に流れる曲の再現
- 即興ソングを作る - たまむすびの番組内でも過去に複数歌っている[84]。

### 特徴・性格
- 小学生の頃は背が小さかったが、中学生で10cm近く伸びて今は161cm[98]。
- 前述の感染症罹患についての率直な思いを語る一方、冠番組「たまむすび」での自由奔放で”天然”ぶり・明るく飾らない人柄が、赤江と「たまむすび」が多くのリスナーを引きつけているとザテレビジョンは評している[99]。

### 嗜好
- 初恋の人は太川陽介[100]。
- 私服がダサいことからファンの一部から『ファッションモンスター』と言われている[101][102]。

### 家族
- 元銀行員の父、専業主婦の母、姉、弟（それぞれ3歳差）がいる[6][18]。両親は男の子が欲しかったようで、最初に買ってくれたのはグローブ[18]。女の子扱いをせず、一人の人間として教育する方針だった[18]。祖父は宮大工や山伏など様々な仕事をしている人であった[12][103]。両祖父母は明石市出身[33]。
- 家族については『赤江珠緒　たまむすび』で赤江が時々話題にしており、火曜日限定のノベルティとして家族の名前を冠した粉ジュースをリスナーにプレゼントしたことがある[104][105]。
- 父は数学の未解決問題である「コラッツ予想（コラッツの問題）を解けたことをどこに報告すればよいのか」と赤江へ連絡をしている[106][107]。その後論文を送って貰い、『赤江珠緒　たまむすび』で論文を検証してくれる人を募ったところ[108]、複数の人から連絡があり協力して貰うことになった[109][110][111][112]。2022年11月19日には、「コラッツ予想」の解明物語の本を自費出版した[113]。
- 結婚後は夫[23]と娘が一人[38]。夫から「たーちゃん」と呼ばれている[114]。

### 高知県にいた頃
- 高知は「6年間住んでますから。ふるさとと言っても過言ではない。原風景は高知ですもん。車窓の右端（家族所有の車での定位置）が海、太平洋」と述べている[115]。
- 坂本龍馬の生家の近くの社宅[116][注 9]に住んでいた[6][117]。「上町に住んでいた」、「70年代から80年代の初頭、小学校2年生までいた」と述べている[118]。
- 2、3歳の頃桂浜で流されて、助けられたことがありニュースになった[115]。それが初めてのテレビ出演だったという[119]。他にも鏡川で停めてあった舟に乗って遊んでいたら流されてしまい、大人に助けてもらったことがある。この話を聞いた番組共演の山里亮太から「スケールの小さいジョン万次郎みたいじゃん」と言われる[118]。
- 小学1年生の頃、日焼けコンテストに姉妹で優勝[120][121]。2年生の頃には、クラスの終業式で通知表を貰う姿が高知新聞に掲載された[11][4]。
- 高知県立県民文化ホールのグリーンホールでピアノの発表会に参加したり、その近くにあるホテル三翠園のビアガーデンに家族で行ったことがある[11]。

### 兵庫県にいた頃
- 明石市には父親の実家があり、母親の親戚も住んでいた[10]。思い出の味は「明石焼きではなく玉子焼」と「うどん」[10]。
- 小学4年生から6年生の途中まで柔道を習っていた[122]。女の子の中で育った弟が軟弱になっては困るという父の方針で姉、弟と一緒に通った[122]。投げられても立って飛ばずに元に戻る独自の技を身に着け、先生から「足腰が丈夫だからちゃんとやれば非常に有望だ」と言われた[122]。
- 中学校は陸上部[123]で200メートル走の選手だった[124]。高校はハンドボール部に入る[10]。
- 大学ではテニスサークルに入っていた[注 10][125]。学生時代の部活動は屋外での運動により、常に日焼けしていた[121]。学外ではチケットを購入して、大人数が参加する飲み会ダンスパーティーに参加していた[126]。
- 大学生の頃は様々なアルバイトをしている。矯正歯科の助手[116]。写真屋で受付と撮影[127]や、北海道で牛の牧場の仕事[128]。今宮戎神社の福娘[129]。サンテレビで「サンテレビガール」として事業部のイベントの手伝いやCMに出演[126][130]。ノーリツで給湯器のラインの組み立ての経験がある[126]。

### 似ていると言われたことがある人物
小野伸二、夏菜、水野裕子、浅尾美和、岩渕真奈、阿部一二三、阿部詩、井上真央

『赤江珠緒 たまむすび』2021年7月26日 オープニングで「人からよく言われるのはたいていアスリート」と赤江が上記の人名を挙げている。

## 過去の出演番組

### テレビ
☆はANN系列全国ネット

#### 朝日放送アナウンサー時代
- 週刊ワイドABCDE〜す
- ABC NEWSゆう
- ごきげん!ブランニュ - レギュラー降板後も、年に1回ゲスト出演する事もあった。
- スーパーモーニング（☆〈系列外を含む〉、2003年6月 - 2006年3月）
- 霊感バスガイド事件簿（☆、2004年4月30日 第3話） ワイドショーの司会役
- 富豪刑事（☆） ワイドショーの司会役で梨元勝とゲスト出演
- 芸能人格付けチェック（☆、2005年 - 2012年） 番組改編期の特別番組・進行役
- 明石家くりぃむランド（☆） 特別番組・進行役
- ABCヴィーナスバトル（☆〈一部〉）
- 青山薫のゴルフ道（スカイ・A）
- おはよう朝日・土曜日です（2000年1月 - 2003年3月・2006年5月 - 2007年3月24日）
- おはよう朝日・甲子園です - 全国高校野球選手権大会期間中放送
- サンデープロジェクト（☆、2006年10月 - 2007年9月30日）

#### フリー転向後
- 週末の探検家〜夢羅針盤〜（朝日放送制作・関西ローカル） フリー転向後、初めて朝日放送制作ローカルの番組に出演
- スーパーモーニング（2007年4月 - 2011年4月）
- クイズ$ミリオネア奇才SP（フジテレビ、2007年9月23日） 田原総一朗のテレフォンブレーン
- 報道特番 四川大地震（テレビ朝日☆、2008年5月25日）
- さんま&槇原敬之の世界に一つだけの歌2（朝日放送☆、2008年9月19日）
- 列島異変2008〜ニッポン熱帯化の恐怖〜（テレビ朝日☆、2008年9月20日）
- クイズプレゼンバラエティー Qさま!!（テレビ朝日☆、2009年2月2日・5月4日・11月2日・2010年2月22日・2011年6月20日）
- 選挙ステーション（テレビ朝日☆、2009年8月30日・2010年7月11日） 第1部サブキャスター
- はい!テレビ朝日です（テレビ朝日、2010年1月10日） テレビ朝日社長早河洋に聞く、聞き手
- 徹子の部屋（テレビ朝日、2010年3月30日・2014年8月12日・2018年7月11日） ゲスト（2014年8月12日放送分は羽鳥慎一と共演）
- モーニングバード（テレビ朝日、2011年4月4日 - 2015年9月25日） 総合司会
- 関ジャニの仕分け∞（テレビ朝日☆、2011年9月17日） ゲスト
- スマイルプリキュア!（朝日放送☆、2012年3月25日） 赤江珠緒（本人）役
- オールスター感謝祭（TBS）
  - オールスター感謝祭'12春 芸能界No.1決定戦SP（2012年3月31日） ゲスト解答者
  - オールスター感謝祭'15秋 チーム対抗サバイバル!クイズ王座決定戦!!（2015年10月3日） ゲスト解答者（「この差って何ですか?」チームのキャプテンとして出演）
- 超再現!ミステリー（日本テレビ、2012年7月17日） ゲスト
- ドクターX〜外科医・大門未知子〜（テレビ朝日☆、2012年11月15日 第4話） 吉永まり子役
- 森田一義アワー 笑っていいとも!（フジテレビ、2013年8月30日・11月22日・2014年3月14日） 同世代共通点ポーカー 同級生5、テレフォンショッキングゲスト
- ネプリーグ（フジテレビ、2013年10月19日） ゲスト
- くりぃむクイズ ミラクル9（テレビ朝日☆、2013年12月1日） ゲスト
- ペケ×ポン（フジテレビ、2014年2月21日） ゲスト
- 水曜日のダウンタウン（TBS、2014年7月9日） ゲスト
- EyeSight presents 恋するドライブ（BS朝日、2014年7月9日・7月16日） ゲスト
- マイナー業界ニュース「ザ・ハイライト」（日本テレビ、2014年10月19日） メインキャスター
- スパニチ!!「大後悔時代★失敗から学ぶTV」（TBS、2014年11月1日） 司会
- BS朝日新春討論スペシャル 大提言! 明日はどうなる 戦後70年の岐路 いま日本を考える2015（BS朝日、2015年1月1日） 司会
- たけしのニッポンのミカタ!（テレビ東京、2015年2月13日、2015年4月10日、2017年4月14日、2018年12月14日） ゲスト
- ワイドナショー（フジテレビ、2016年1月17日ほか） コメンテーター
- チマタの噺（テレビ東京、2016年1月19日・6月21日） ゲスト
- 頼まれてないけど、一旦会議しましょう（毎日放送、2016年4月30日・2017年2月11日・2017年12月18日[134]・2018年5月4日） 進行
- 土チャレ「クイズ☆ハジスター!」（フジテレビ、2016年6月18日） 解答者
- クイズ!気を付けて（フジテレビ、2016年7月6日）司会
- タモリ倶楽部（テレビ朝日、2016年10月1日） ゲスト
- 世界の日本人妻は見た!（毎日放送、2016年11月8日） ゲスト
- この差って何ですか?（TBS、2015年4月12日 - 2017年3月21日） 司会
- 5時に夢中!（TOKYOMX、 2017年4月25日・2018年5月1日） ゲスト
- 世界がザワついた㊙ビートたけしの知らないニュース（テレビ朝日、2017年5月7日） ゲスト
- 毒出しバラエティ 山里&マツコ・デトックス（TBS、2018年4月17日・4月24日） ゲスト
- ボクらの時代（フジテレビ、2018年8月19日） ゲスト（川田裕美、山﨑夕貴と共演）
- たけしの“これがホントのニッポン芸能史”（NHK、2018年10月24日） ゲスト
- 今夜くらべてみました「実は関西出身の女」（日本テレビ、2019年4月10日） ゲスト（水川あさみ、ファーストサマーウイカと共演）
- 関ジャニ∞クロニクル '19真夏の100分£SP【超難問!片平IKKO食材当て】（フジテレビ、2019年8月14日） ゲスト
- ミラクル!カウンセリング - 世界の賢者が日本を救う!?孤独&容姿編ー（NHK、2019年9月16日） ゲスト
- 情報ライブ ミヤネ屋（読売テレビ、2020年7月29日） VTR出演
- NHKスペシャル 令和未来会議「新型コロナの不安 どう向き合う?」（NHK、2020年10月11日） コメンテーター
- セブンルール（関西テレビ、2021年6月15日)　ゲスト
- 目撃!にっぽん「“爆走オヤジ”　笑顔をとどけて」（NHK、2021年6月20日） ナレーター[135]
- 世界四大化計画〜Mr.ザッハトルテの野望〜（NHK、2021年8月16日） 解答者
- 2022年は吉か？凶か？爆願！生ニュース大明神（ABCテレビ、2022年1月3日） アシスタント[136]
- クイズTHE違和感（TBS、2022年1月24日） 問題VTR出演
- 絶景にっぽん紀行〜おうちで旅気分〜（BS-TBS、2020年10月1日 - 2022年3月31日） 木曜日 ナレーター
- よんチャンTV（毎日放送、2021年4月30日[137] - 2022年3月4日） 金曜日 スタジオパネラー（週替わりで月に1回出演）
- ニンゲン観察バラエティ モニタリング（TBS、2022年11月3日）「仲良し朝ドラ姉妹がサプライズ旅」のコーナー[138]
- NHK新人落語大賞（NHK、2022年11月23日・2024年10月26日） 審査員
- ベスコングルメ（TBS、2023年1月15日）ゲスト
- タマちゃんのちょっとタンマ！（2023年6月24日） 通販番組[139]
- 産業絶景 工場は光と色と形のマジック（NHK BS4K、2023年7月15日）ナレーター
- ローカル路線バス乗り継ぎの旅W （テレビ東京、2023年7月22日・12月16日） [140][141][142][注 11]
- バリバラ〜障害者情報バラエティー〜（NHK Eテレ、2023年10月20日・10月27日）ゲスト
- 出没!アド街ック天国（テレビ東京、2024年6月7日）ゲスト
- 先人たちの底力 知恵泉（NHK、2024年7月2日・7月9日）ゲスト
- ザ・ニンチドショー（テレビ朝日、2024年8月3日）ゲスト
- えぇトコ　秋本番!アクセス抜群の行楽地　〜奈良 生駒市〜　(NHK、2024年10月24日)　ゲスト
- ミュージックジェネレーション（フジテレビ、2025年1月30日）ゲスト

### テレビドラマ
- ドクターX〜外科医・大門未知子〜（テレビ朝日、2012年11月15日）リポーター役
- 重版出来! 第7話（TBS、2016年5月24日）、第8話（TBS、2016年5月31日） 後田祥子 役 [143]
- 下剋上受験 最終話（TBS、2017年3月17日）トークイベント＆サイン会の司会者　役
- お耳に合いましたら。 第6話（テレビ東京、2021年8月20日）本人役
- こんばんは、朝山家です。 第1話（朝日放送テレビ・テレビ朝日、2025年7月6日〈予定〉） - 新聞記者 役[144]

### ラジオ

#### 朝日放送アナウンサー時代
- トミーズのトントン!（ABCラジオ、2006年10月 - 2007年3月24日）

#### フリー転向後
- ドライバーズ・リクエスト（TBSラジオ他 JRN系全国ネット、2012年4月2日 - 2014年12月31日 月曜 - 金曜）
- 高田文夫のラジオビバリー昼ズ（ニッポン放送、2007年6月19日） 火曜レギュラーの増田みのり（当時同局アナウンサー）の代役として1回出演
- 上原隆のオールナイトニッポン サポーターズ（ニッポン放送、2007年10月22日〈21日深夜〉） ゲスト出演
- 爆笑問題の日曜サンデー（TBSラジオ、2013年12月15日） ゲスト出演
- 菊地成孔の粋な夜電波（TBSラジオ、2014年2月23日） ゲスト出演
- ジェーン・スー相談は踊る（TBSラジオ、2015年12月19日） 代行MC
- ABCラジオ設立記念特別番組 ラジオは愛だ!?（ABCラジオ、2018年5月27日）[145]
- Be Style（TBSラジオ、2021年1月30日・2月6日） ゲスト出演[115]
- ドッキリ!ハッキリ!三代澤康司です（ABCラジオ、2021年6月7日・6月9日） ゲスト出演
- 赤江珠緒 たまむすび（TBSラジオ、2012年4月2日[146] - 2017年3月30日・2018年4月2日[40][147] - 2023年3月30日） 月曜日 - 木曜日 パーソナリティー
- 朗読のミカタ（TBSラジオ他 JRN系列全国ネット、2023年3月27日 - 30日） - 「日本の昔話」をテーマに朗読を担当
- Sunstar presents　浦川泰幸の健康道場プラス（ABCラジオ、2023年11月4日・11日）ゲスト出演

### ラジオドラマ

#### フリー転向後
- パンサー向井の＃ふらっと内やかんの麦茶 from 一（はじめ）とTBSラジオのコラボラジオドラマ（TBSラジオ）
「やかんの麦茶、冷えてるよ～」第4話（2022年4月14日）、第15話（2022年5月4日）[148]

## 映画
- 映画 ふたりはプリキュア Max Heart（2005年）- ハート役
- 映画 プリキュアオールスターズNewStage みらいのともだち（2012年）- あゆみの母役 [149]
- アリの王国（2023年）- ナレーション

## CM
- メガネのやまもと（サンテレビ、1995年）[150]
- 炉端風レストラン 御地蔵村 いりふね（サンテレビ、1995年）[151]
- 通販生活（2019年）
- 桃屋きざみしょうが（2022年3月 - ）[152]
- ジョンソン・エンド・ジョンソン アキュビュー オアシス マルチフォーカル（2022年6月）[153]
  - 「スマート老眼ケア前のひとみ」篇・「スマート老眼ケア後のひとみ」篇

## オンライン配信
- スナック玉ちゃん出張編「ご一緒しませんか？」～赤江珠緒～　オンライントークイベント byTBSラジオ（YouTube、2022年2月8日 19:00-20:00 LIVE配信）
- 【恐怖】くしゃみの原因は◯◯！？（YouTube、2023年6月7日）進行[154]
- 赤江珠緒さんナレーション、刊行記念特別動画！　益田ミリ『ツユクサナツコの一生』PV（YouTube、2023年6月28日）ナレーション[155]
- 竹山ライブショー（CAMPFIRE、2023年7月20日 20:00-22:00）ゲスト

## イベント
- 鎌倉殿ファンミーティング（NHK、2022年12月7日）作品の出演者である迫田孝也と進行役。

## WEB記事
- 赤星★探偵団（サッポロビール・講談社、2016年7月1日[156] - 2017年3月27日、2023年3月23日[157] - ） 赤星探偵団団長

## 書籍
- わたしの好きな街　独断と偏愛の東京（2019年12月、監修：SUUMOタウン編集部　発行：ポプラ社、p.236-p.249にインタビュー形式で掲載されている）ISBN　978-4-59-116482-2
- 開局70周年記念 TBSラジオ公式読本[158]（2021年12月、協力：TBSラジオ、 責任編集：武田砂鉄 　発行：リトルモア、p.84-p.115にインタビュー形式で掲載されている）ISBN 978-4-89-815551-6

## 音楽
- 『たまむすび』放送10周年記念　番組オリジナルソング「ドラマチック・プログラム」（作詞：赤江珠緒 作曲：中西圭三）[73] （2022年12月19日配信）

## ミュージックビデオ
- 斉藤和義「底なしビューティー」 - アルバム「PINEAPPLE」（2023年4月12日発売）に収録[159]。ビデオは同年4月19日より公開。